# Schultesia aptera
Schultesia aptera är en gentianaväxtart som beskrevs av Adelbert von Chamisso. Schultesia aptera ingår i släktet Schultesia och familjen gentianaväxter. Utöver nominatformen finns också underarten S. a. multidentata.